# Die Iconia-Sonden
Die Iconia-Sonden (Originaltitel: Contagion) ist die elfte Folge der zweiten Staffel der US-amerikanischen Science-Fiction-Fernsehserie Raumschiff Enterprise – Das nächste Jahrhundert. Sie wurde in den Vereinigten Staaten über Syndication vermarktet und erstmals am 20. März 1989 auf verschiedenen Fernsehsendern ausgestrahlt. In Deutschland war sie zum ersten Mal am 6. März 1992 in einer synchronisierten Fassung im ZDF zu sehen.

## Handlung
Im Jahr 2365 bei Sternzeit 42609.1 fliegt die Enterprise verbotenerweise in die Romulanische Neutrale Zone, um einem Notruf ihres Schwesterschiffs Yamato nachzukommen, auf dem sich schwerwiegende technische Fehlfunktionen häufen. Der Captain der Yamato, Donald Varley, ist ein alter Freund von Captain Picard. Er erklärt Picard, dass er hierher geflogen ist, um einer Spur zu folgen, die möglicherweise zur Heimatwelt der Iconianer, einer hochentwickelten, vor 200.000 Jahren ausgestorbenen Zivilisation, führt. Er will den Planeten unbedingt als erster finden, um zu verhindern, dass die Technologie der Iconianer den Romulanern in die Hände fällt. Während ihres Gesprächs registriert Sicherheitschef Worf einen Energieanstieg im Maschinenraum der Yamato. Kurz darauf kommt es zu einer Explosion und das Schiff wird zerstört.
Währenddessen nähert sich ein romulanisches Kriegsschiff und deren Kommandantin, Taris, fordert die Enterprise zum Verlassen der Neutralen Zone auf. Picard weigert sich, dem nachzukommen, solange die Zerstörung der Yamato nicht aufgeklärt ist. Das romulanische Schiff tarnt sich und fliegt fort. Die Besatzung stellt nun Nachforschungen an. Picard sieht das Logbuch der Yamato durch. Dabei findet er einen Eintrag, in dem Varley von einer iconianischen Sonde berichtet, die sein Schiff gescannt hat. Inzwischen kommt es auch auf der Enterprise zu einigen kleineren Fehlfunktionen.
Den Logbucheinträgen folgend setzt die Enterprise Kurs auf den Planeten, den Varley für die Heimat der Iconianer gehalten hat. Dort angekommen stellt man fest, dass die Oberfläche vor langer Zeit in einem Krieg weitgehend zerstört wurde. Nur an einer Stelle wird noch eine Energiesignatur gemessen. Von dort wird jetzt eine Sonde in Richtung Enterprise gestartet. Chefingenieur La Forge fordert die sofortige Zerstörung der Sonde, die schließlich auch erfolgt. Er hat herausgefunden, dass die Yamato bei ihrem Kontakt mit der Sonde mit einem Programm infiziert wurde, das die Software des Schiffscomputers umschrieb. Ein Teil dieses Programms wurde beim Überspielen der Logbücher auch auf die Enterprise übertragen. Die Fehlfunktionen breiten sich daher nur langsam aus. Die Übertragung des vollständigen Programms hätte allerdings unweigerlich zur raschen Zerstörung der Enterprise geführt.
Picard beschließt, auf dem Planeten nach weiteren Informationen zu suchen, und beamt zusammen mit Worf und dem zweiten Offizier, dem Androiden Data, auf die Oberfläche. Kurz darauf erscheint das romulanische Schiff und Taris beansprucht den Planeten für das Romulanische Imperium. Allerdings wird schnell offensichtlich, dass auch die Romulaner mit Fehlfunktionen zu kämpfen haben, da sie wohl ebenfalls das Logbuch der Yamato kopiert haben. Als sich eine weitere Sonde dem romulanischen Schiff nähert, rät Will Riker, erster Offizier der Enterprise, eindringlich zu deren Zerstörung.
Picard, Data und Worf gelangen in einen Kontrollraum. Aufgrund der Beschriftungen an den Computerkonsolen kann Data Vergleiche mit noch existierenden Kulturen anstellen und so die Sprache der Iconianer notdürftig rekonstruieren. Er aktiviert ein System, das er für die manuelle Überbrückung hält, doch stattdessen öffnet er damit ein Portal. Picard schlussfolgert, dass sie soeben die Methode entdeckt haben, mit der die Iconianer reisten und ihre Eroberungszüge durchführten. Sie wurden „Dämonen der Luft und der Dunkelheit“ genannt, da sie keine Raumschiffe benutzten, sondern scheinbar aus dem Nichts auftauchten. Das Portal zeigt dem Außenteam in regelmäßigen Abständen wechselnde Zielorte, darunter eine Reihe unbekannter Planeten, aber auch die Enterprise und das romulanische Schiff.
Als Data auf die Steuerung der unterirdischen Energiequelle der Anlage zugreifen will, wird er von einer Energieentladung getroffen, die das iconianische Computerprogramm auf ihn überträgt. Picard gelangt zu der Entscheidung, dass nur die Zerstörung der iconianischen Technologie verhindern kann, dass sie in feindliche Hände gelangt. Während Data gegen das Umschreiben seiner Software ankämpft, kann er Picard noch erklären, dass er hierzu den Start aller noch vorhandenen Sonden veranlassen soll, jedoch die Luken der Abschussrampen geschlossen halten soll. Mit letzter Kraft nennt er die dazu nötigen Befehle, dann wird er bewusstlos. Als das Portal die Brücke der Enterprise zeigt, kehrt Worf mit Data dorthin zurück. Picard bleibt allein auf dem Planeten, um die Zerstörung einzuleiten. Er plant, beim nächsten Erscheinen der Enterprise durch das Portal zu gehen.
Auf der Enterprise untersucht La Forge Data. Schließlich scheint es so, als sei er tot, doch nur wenig später wacht er auf. Nach kurzer Desorientierung findet er heraus, dass er sich selbst neu gestartet und sein System auf einen Zeitpunkt vor der Infektion mit dem iconianischen Programm zurückgesetzt hat. La Forge ist sofort klar, dass sich mit dieser Methode auch die Fehlfunktionen des Schiffscomputers beheben lassen.
Für Picard läuft inzwischen die Zeit ab. Da das Portal die Enterprise nicht zeigt, begibt er sich stattdessen auf das romulanische Schiff, wo er sogleich gefangen genommen wird. Taris hat aufgrund der vielen Fehlfunktionen inzwischen die Selbstzerstörung aktiviert und sieht es als letzten Triumph an, dass Picard mit ihr gemeinsam sterben wird. Da der Computer der Enterprise aber inzwischen wieder funktioniert, kann Picard herübergebeamt werden. Riker übermittelt Taris eine Anleitung zum Neustart des Schiffscomputers. Dann verlässt die Enterprise schleunigst die Neutrale Zone.

## Verbindungen zu anderen Star-Trek-Produktionen
Die Iconia-Sonden nimmt Bezug auf zwei frühere Folgen der Serie:
- Eine Illusion der Yamato war bereits in Folge 2.02 (Illusion oder Wirklichkeit?) zu sehen.
- Als er den bewusstlosen Data untersucht, erwähnt La Forge im englischen Original den Kybernetiker Bruce Maddox aus Folge 2.09 (Wem gehört Data?). In der deutschen Synchronfassung wurde der Name weggelassen.

Einige Elemente aus dieser Folge wurden in späteren Star-Trek-Produktionen wieder aufgegriffen:
- Picard bestellt hier das erste von vielen Malen in der Serie sein Lieblingsgetränk „Tea, Earl Grey, hot“ („Tee, Earl Grey, heiß“, in dieser Folge noch mit „Bitte eine Kanne Tee“ übersetzt).
- Picards Interesse an Archäologie wird hier zum ersten Mal erwähnt.
- In Folge 4.23 (Die Abtrünnigen) von Star Trek: Deep Space Nine aus dem Jahr 1996 kommt erneut ein Iconianisches Portal vor.

## Produktion

### Drehbuch
Beth Woods war hauptberuflich Computertechnikerin und arbeitete 1989 im Büro des Star-Trek-Produktionsteams. Das Drehbuch zu Die Iconia-Sonden verfasste sie gemeinsam mit dem Drehbuch- und Comicautor Steve Gerber. Woods schrieb 1996 noch ein weiteres Drehbuch für die Serie Captain Simian und die Weltraumaffen.

### Darsteller
Carolyn Seymour, Darstellerin von Taris, spielte noch zwei weitere Gastrollen in Raumschiff Enterprise – Das nächste Jahrhundert und die Holodeckfigur Mrs. Templeton in zwei Folgen von Star Trek: Raumschiff Voyager.

### Kulissen
Für die Brücke der Yamato wurde das leicht modifizierte Set der Brücke der Enterprise verwendet.
Für die durch das Iconianische Portal erreichbaren Orte wurden Aufnahmen des Parthenon in Athen, des Bacchustempels und des Jupitertempels in Baalbek, des Turret Arch im Arches-Nationalpark in Utah, einer Kasbah in Marokko, der City Hall in Toronto und des Mount Temple in Alberta verwendet.

## Rezeption
Keith DeCandido bewertete Die Iconia-Sonden 2011 auf tor.com als eine durchschnittliche und recht ungeschickt geschriebene Folge von Raumschiff Enterprise – Das nächste Jahrhundert. Im Rückblick wirke es außerdem frustrierend, dass es so lange dauert, bis La Forge darauf kommt, dass die Fehlfunktionen des Computers durch einen simplen Neustart behoben werden können.